# L'amore è femmina (sång)
L'amore è femmina ([laˈmoːre ɛ ˈfɛmmina]) är en musiksingel från den italienska sångerskan Nina Zilli och som var Italiens bidrag i Eurovision Song Contest 2012 i Baku i Azerbajdzjan. Låten är skriven av Zilli själv i samarbete med Christian Rabb, Kristoffer Sjökvist, Frida Molander och Charlie Mason.

## Eurovision
Det var från början meningen att Zilli skulle framträda med sin singel "Per sempre" i Baku, den låt som hon framfört vid San Remo-festivalen i februari samma år. Den 13 mars meddelades det dock att landet valt att byta låt och att det nu istället var "L'amore è femmina" som skulle framföras.  Den officiella musikvideon hade premiär den 21 mars. Både "Per sempre" och "L'amore è femmina" är singlar från Zillis album L'amore è femmina.
Zilli gjorde sitt framträdande med låten i finalen den 26 maj. Den version som hon framförde i Eurovision sjöngs på både italienska och engelska. Bidraget hamnade på 9:e plats och fick 101 poäng.

## Versioner
1. "L'amore è femmina" – 2:59[6]
2. "L'amore è femmina" (karaokeversion) – 2:58[7]